# علي حسن (مبارز بالسيف)
علي حسن هو مبارز بالسيف كويتي، ولد في 23 مايو 1965.

## وصلات خارجية
- علي حسن على موقع أوليمبيديا (الإنجليزية)